# تيري تومسون
تيري تومسون (بالإنجليزية: Terri Thompson)‏ هي صحفية أمريكية، ولدت في 29 مايو 1952.